# Dipartimento di Barh Köh
Il dipartimento di Barh Köh è un dipartimento del Ciad facente parte della provincia di Moyen-Chari. Il capoluogo è Sarh.

## Comuni
Il dipartimento comprende i seguenti comuni:
- Balimba
- Korbol
- Koumogo
- Moussa Foyo
- Sarh